# Henning Lotze
Henning Lotze, genannt der Jüngere, auch Lötz oder Lötze († nach 1539), war ein deutscher Rechtswissenschaftler und römisch-katholischer Geistlicher. Zusammen mit seinem Vater Wedego Lotze wurde er durch den Konflikt mit Ulrich von Hutten überregional bekannt.

## Leben
Henning Lotze entstammte einer Greifswalder Patrizierfamilie. Er war ein Sohn des Greifswalder Kaufmanns und Bürgermeisters Wedego Lotze und Enkel von Henning Lotze dem Älteren. Er wurde 1492 an der Universität Greifswald immatrikuliert und 1496 Magister. 1504 wurde er Ordinarius der Juristenfakultät, zum Doktor beider Rechte promoviert und Domherr der Nikolaikirche in Greifswald. Zwischen 1504 und 1515 war er fünfmal Rektor der Greifswalder Universität. 1508 erhielt er die Würde eines Offizials des Bischofs von Cammin und 1511 wurde er zum Präpositus an der Domkirche ernannt. Nach der Einführung der Reformation im Herzogtum Pommern verließ er Greifswald und war zwischen 1536 und 1539 Archidiakon von Tribsees und Parchim, die zum Bistum Schwerin gehörten.

## Konflikt mit Ulrich von Hutten
Henning Lotze hatte zum Wintersemester 1509/1510 den mittellosen Studenten Ulrich von Hutten in sein Haus aufgenommen und finanziell unterstützt. Hutten sah sich offenbar bald genötigt, Greifswald wieder zu verlassen. Möglicherweise führten die Gegensätze zwischen dem humanistischen Dichter Hutten und dem scholastischen Akademiker Henning Lotze sowie dessen Vater als konservativem Patrizier zu einer Abkühlung der Verhältnisses. Da Hutten beiden Geld schuldete, wollten diese ihn nicht gehen lassen. Nach eigenen Angaben konnte er die beiden gegen Ende Dezember doch noch zur Erlaubnis seiner Abreise nach Rostock bewegen. Die Lotze sandten ihm jedoch Amtsdiener nach, die ihr Pfandrecht durchsetzten und Hutten seine gesamte Habe einschließlich der Kleidung abnahmen, obwohl zu dieser Zeit ein strenger Winter herrschte. Hutten gelang es trotzdem, sich nach Rostock durchzuschlagen. Da seine Erfolgschancen auf juristischem Wege wegen der sozialen und wirtschaftlichen Machtstellung der Lotze gering waren, ging er auf literarischem Wege gegen die Lotze vor. In den zwei Büchern der „Querelae in Wedegum Loetz et filium eius Henning“ bzw. „Querelae in Lossios“ verarbeitete Hutten den Streit aus seiner Sicht und stellte seine Widersacher als verschlagen, grausam und gewalttätig dar.